# 五味芳保
五味 芳保（ごみ　よしやす、1933年(昭和8年)4月25日 - ）は、日本の元スピードスケート選手である。
長野県茅野市出身。
1952年(昭和27年)冬季オリンピックのオスロオリンピックに早稲田大学在学中18歳で出場し5000ｍで10位、10000mで14位となった。
4年後の1956年(昭和31年)コルティナダンペッツォオリンピックでは10000m23位、5000m27位、1500m39位タイの成績を残した。
全日本スピードスケート選手権大会では1952年と1954年の2回優勝している。